# 라 벤데타
《라 벤데타》(스페인어: La Vendetta)는 2007년부터 2008년까지 방영된 필리핀의 드라마이다.